# Alteplasa
La alteplasa ( t-PA ) es un medicamento trombolítico que se usa para tratar el infarto agudo de miocardio con elevación del segmento ST (un tipo de ataque cardíaco), la embolia pulmonar asociada con presión arterial baja, el accidente cerebrovascular isquémico agudo y los dispositivos de acceso venoso central (CVAD) bloqueados. Se administra mediante terapia intravenosa o arteria .
Los efectos secundarios comunes son hemorragia, incluyendo hemorragia intracraneal y hemmoragia astrointestinal . En raras ocasiones, otros efectos secundarios pueden incluir reacciones alérgicas . No se recomienda en personas alérgicas a la gentamicina . La seguridad de uso durante el embarazo no está clara. La alteplasa es una forma fabricada de activador tisular del plasminógeno . Funciona convirtiendo el plasminógeno en plasmina en un coágulo de sangre.
La alteplasa fue aprobada para uso médico en los Estados Unidos en 1987. Está en la Lista de Medicamentos Esenciales de la Organización Mundial de la Salud . En el Reino Unido cuesta alrededor de £ 864 por tratamiento a partir del 2018. En los Estados Unidos, esta cantidad cuesta alrededor de US $ 9,197  desde el 2019.